# TFF 1. Lig 2024-2025
La TFF 1. Lig 2024-2025 è la 24ª edizione della TFF 1. Lig, la seconda serie del campionato turco di calcio. Il campionato è iniziato il 13 agosto 2024 con la prima giornata e si concluderà a maggio 2025 con la finale dei play-off per la promozione.

## Stagione

### Novità
Dalla TFF 1. Lig 2023-2024 sono stati promossi in Süper Lig l'Eyüpspor, il Göztepe e il Bodrumspor. Dalla Süper Lig 2023-2024 sono retrocessi l'Ankaragücü, il Fatih Karagümrük, il Pendikspor e l'İstanbulspor. Dalla TFF 2. Lig 2023-2024 sono stati promossi l'Amed, l'Esenler Erokspor e l'Iğdır.

### Formula
Le 18 squadre partecipanti si affrontano in un girone all'italiana con doppie partite di andata e ritorno, per un totale di 34 giornate. Le prime due classificate sono promosse direttamente in Süper Lig. Le squadre classificate dal terzo al sesto posto si affrontano nei play-off promozione e la squadra vincitrice viene promossa in Süper Lig. Le ultime tre classificate sono retrocesse in TFF 2. Lig.

## Squadre partecipanti
| Squadra          | Città                | Stadio                          | Stagione precedente                       |
| ---------------- | -------------------- | ------------------------------- | ----------------------------------------- |
| Adanaspor        | Adana                | Adana 5 Ocak Stadyumu           | 14º in TFF 1. Lig                         |
| Amed             | Diyarbakır           | Diyarbakır Stadium              | 1º nel gruppo rosso di TFF 2. Lig         |
| Ankaragücü       | Ankara               | Eryaman                         | 17º in Süper Lig                          |
| Bandırmaspor     | Bandirma             | Stadio 17 settembre di Bandirma | 9º in TFF 1. Lig                          |
| Boluspor         | Bolu                 | Bolu Atatürk Stadyumu           | 7º in TFF 1. Lig                          |
| Çorum            | Çorum                | Stadio Çorum City               | 5º in TFF 1. Lig                          |
| Erzurumspor      | Erzurum              | Stadio Kâzım Karabekir          | 10º in TFF 1. Lig                         |
| Esenler Erokspor | Istanbul             | Esenler Stadium                 | 1º nel gruppo bianco di TFF 2. Lig        |
| Fatih Karagümrük | Istanbul (Fatih)     | Stadio di Vefa                  | 18º in Süper Lig                          |
| Gençlerbirliği   | Ankara (Yenimahalle) | Stadio Eryaman                  | 8º in TFF 1. Lig                          |
| Iğdır Es Spor    | Iğdır                | Iğdır City Stadium              | 3º nel gruppo bianco di TFF 2. Lig        |
| İstanbulspor     | Istanbul (Esenyurt)  | Necmi Kadıoğlu Stadyumu         | 20º in Süper Lig                          |
| Keçiörengücü     | Ankara (Keçiören)    | Aktepe                          | 13º in TFF 1. Lig                         |
| Kocaelispor      | İzmit                | Stadio Kocaeli                  | 6º in TFF 1. Lig                          |
| Manisa           | Manisa               | Stadio 19 maggio                | 8º in TFF 1. Lig                          |
| Pendikspor       | Istanbul (Pendik)    | Pendik                          | 19º in Süper Lig                          |
| Sakaryaspor      | Adapazarı            | Stadio Nuovo di Sakarya         | 3º in TFF 1. Lig                          |
| Şanlıurfaspor    | Sanliurfa            | Stadio Sanliurfa                | 15º in TFF 1. Lig                         |
| Ümraniyespor     | Istanbul (Umraniye)  | Stadio Municipale               | 13º in TFF 1. Lig                         |
| Yeni Malatyaspor | Malatya              | Stadio nuovo di Malatya         | 19º in TFF 1. Lig ritirato dal campionato |

## Classifica finale
|  | Pos. | Squadra          | Pt  | G  | V  | N  | P  | GF | GS  | DR   |
|  | ---- | ---------------- | --- | -- | -- | -- | -- | -- | --- | ---- |
|  | 1.   | Kocaelispor      | 72  | 38 | 21 | 9  | 8  | 68 | 41  | +27  |
|  | 2.   | Gençlerbirliği   | 68  | 38 | 19 | 11 | 8  | 57 | 34  | +23  |
|  | 3.   | Fatih Karagümrük | 66  | 38 | 19 | 9  | 10 | 55 | 36  | +19  |
|  | 4.   | İstanbulspor     | 64  | 38 | 20 | 4  | 14 | 67 | 38  | +29  |
|  | 5.   | Bandırmaspor     | 64  | 38 | 17 | 13 | 8  | 52 | 45  | +7   |
|  | 6.   | Erzurumspor      | 64  | 38 | 19 | 7  | 12 | 53 | 31  | +22  |
|  | 7.   | Boluspor         | 61  | 38 | 17 | 10 | 11 | 66 | 40  | +26  |
|  | 8.   | Iğdır Es Spor    | 58  | 38 | 16 | 10 | 12 | 57 | 33  | +24  |
|  | 9.   | Amed             | 57  | 38 | 14 | 15 | 9  | 43 | 35  | +8   |
|  | 10.  | Çorum            | 54  | 38 | 14 | 12 | 12 | 49 | 45  | +4   |
|  | 11.  | Ümraniyespor     | 53  | 38 | 14 | 11 | 13 | 48 | 42  | +6   |
|  | 12.  | Esenler Erokspor | 52  | 38 | 13 | 13 | 12 | 53 | 50  | +3   |
|  | 13.  | Sakaryaspor      | 51  | 38 | 13 | 12 | 13 | 48 | 54  | -6   |
|  | 14.  | Keçiörengücü     | 51  | 38 | 14 | 9  | 15 | 60 | 53  | +7   |
|  | 15.  | Manisa           | 48  | 38 | 14 | 6  | 18 | 50 | 52  | -2   |
|  | 16.  | Pendikspor       | 48  | 38 | 13 | 9  | 16 | 45 | 51  | -6   |
|  | 17.  | Ankaragücü       | 48  | 38 | 14 | 6  | 18 | 49 | 48  | +1   |
|  | 18.  | Şanlıurfaspor    | 40  | 38 | 11 | 7  | 20 | 45 | 55  | -10  |
|  | 19.  | Adanaspor        | 30  | 38 | 7  | 9  | 22 | 32 | 75  | -43  |
|  | 20.  | Yeni Malatyaspor | -21 | 38 | 0  | 0  | 38 | 14 | 153 | -139 |

Legenda:
      Promossa in Süper Lig 2025-2026
 Ammessa ai play-off
      Ammessa alla finale playoff
      Retrocessa in TFF 2. Lig 2025-2026
Note:
Tre punti a vittoria, uno a pareggio, zero a sconfitta.
Note:
Yeni Malatyaspor ha scontato 3 punti di penalizzazione.

## Play-off

### Tabellone
|  | Quarti di finale | Quarti di finale | Quarti di finale |  |  | Semifinali | Semifinali   | Semifinali | Semifinali   |       |  | Finale | Finale           | Finale      |  |
|  |                  |                  |                  |  |  |            |              |            |              |       |  |        |                  |             |  |
|  | 4                | İstanbulspor     | 1                |  |  |            |              |            |              |       |  |        |                  |             |  |
|  | 7                | Boluspor         | 2                |  |  | 5          | Bandırmaspor | 4          | 1            |       |  |        |                  |             |  |
|  |                  |                  |                  |  |  | 7          | Boluspor     | 1          | 0            |       |  |        |                  |             |  |
|  |                  |                  |                  |  |  |            |              |            |              |       |  | 3      | Fatih Karagümrük | 1 (3) (dts) |  |
|  | 5                | Bandırmaspor     | 2                |  |  |            |              | 5          | Bandırmaspor | 1 (1) |  |        |                  |             |  |
|  | 6                | Erzurumspor      | 0                |  |  |            |              |            |              |       |  |        |                  |             |  |
|  |                  |                  |                  |  |  |            |              |            |              |       |  |        |                  |             |  |